# Ramón Trías Fargas
Ramón Trías Fargas (Barcelona, 27 de diciembre de 1922-El Masnou, 22 de octubre de 1989) fue un político español, de ideología nacionalista catalana. 

## Biografía
Economista de profesión, estaba casado con Montserrat Trueta i Llacuna, hija del doctor Josep Trueta y era padre de cuatro hijos. Tras la Guerra Civil, su familia (su padre fue el doctor Antoni Trias) se exilió en Suiza y Colombia. Se licenció en Derecho por la Universidad de Bogotá (1947) y en Economía por Chicago (1950), año en que regresó a Barcelona para ejercer de abogado. Fue catedrático de Economía Política en la Universidad de Valencia (1962-66) y de la Universidad de Barcelona, desde 1969. Fue uno de los fundadores del partido catalanista y liberal Esquerra Democràtica de Catalunya, que posteriormente, en 1978, terminaría fusionándose con Convergència Democràtica de Catalunya. Trías Fargas fue elegido primer presidente de la nueva formación. El 16 de enero de 1976 ingresó en la Real Academia de Ciencias Económicas y Financieras de España con el discurso "La crisis del petróleo" y en 1989 el Col·legi d'Economistes de Catalunya le distinguió como colegiado de honor.
Cuando España recuperó la democracia, Trías Fargas fue diputado de EDC por la circunscripción de Barcelona en 1977 y posteriormente por CiU en 1979. Posteriormente fue senador entre 1986 y 1988.
También fue Consejero de Economía y Finanzas del gobierno de la Generalidad de Cataluña de 1980 a 1982 y de 1988 a 1989. Más tarde, fue candidato de CiU a la alcaldía de Barcelona en las elecciones de 1983. Durante los años 1981 y 1989 ocupó el cargo de presidente de CDC
Trias Fargas murió el 22 de octubre de 1989 en El Masnou, mientras pronunciaba un discurso electoral de CiU.
| Predecesor: Eduard Punset i Casals             | Consejero de Economía y Finanzas de la Generalidad de Cataluña 1980-1982 | Sucesor: Jordi Planasdemunt i Gubert |
| Predecesor: Josep Manuel Basañez i Villaluenga | Consejero de Economía y Finanzas de la Generalidad de Cataluña 1988-1989 | Sucesor: Macià Alavedra i Moner      |
| Predecesor: -                                  | Presidente de CDC 1978-1989                                              | Sucesor: Jordi Pujol i Soley         |